# Stelletta hajdui
Stelletta hajdui är en svampdjursart som beskrevs av Lerner och Mothes 1999. Stelletta hajdui ingår i släktet Stelletta och familjen Ancorinidae. Inga underarter finns listade i Catalogue of Life.